# Hoplocryptus pini
Hoplocryptus pini är en stekelart som först beskrevs av Setsuya Momoi 1973.  Hoplocryptus pini ingår i släktet Hoplocryptus och familjen brokparasitsteklar. Inga underarter finns listade i Catalogue of Life.